# Französisch-niederländische Beziehungen
 Die Französisch-niederländischen Beziehungen sind das zwischenstaatliche Verhältnis zwischen Frankreich und dem Königreich der Niederlande. Seit dem Mittelalter bestehen enge Verbindungen zwischen den beiden Ländern, die jedoch im Laufe der Jahrhunderte sowohl von Phasen der Zusammenarbeit als auch von Rivalität und Konflikten geprägt waren. Nach der niederländischen Unabhängigkeit von Spanien im 16. Jahrhundert unterstützte Frankreich zunächst die aufständischen Niederländer, entwickelte sich aber unter König Ludwig XIV. zum Hauptgegner der niederländischen Republik. Im 19. und frühen 20. Jahrhundert normalisierte sich das Verhältnis und beide Staaten wurden schließlich enge Partner in der westlichen Allianz. Heute arbeiten Frankreich und die Niederlande als Verbündete in EU und NATO vielfältig zusammen und pflegen intensive wirtschaftliche, kulturelle und sicherheitspolitische Kooperationen.
Obwohl seit der Abspaltung Belgiens von den Niederlanden 1830 keine Binnengrenze zwischen beiden Staaten in Europa mehr besteht, grenzt das französische Überseegebiet Saint-Martin an das niederländische Überseegebiet Sint Maarten in der Karibik.

## Geschichte

### Mittelalter und Frühe Neuzeit
Bereits im späten Mittelalter bestanden enge Verbindungen zwischen Frankreich und den Niederlanden. Große Teile der heutigen Niederlande gehörten damals zum burgundischen Herrschaftsbereich, und am Hof der burgundischen Herzöge – die im 15. Jahrhundert sowohl in Frankreich als auch in den Niederlanden regierten – wurde Französisch als Hof- und Kultursprache verwendet. Die Niederlande entwickelten sich im 16. Jahrhundert zu einer überwiegend protestantischen Republik, die sich im Achtzigjährigen Krieg (1568–1648) von der spanischen Krone löste. Frankreich, selbst in Religionskriege verstrickt, bot zeitweise Unterstützung: 1588 entsandte der französische Thronanwärter Heinrich von Navarra (der spätere Heinrich IV.) einen Gesandten in die Niederlande, um das Bündnis der protestantischen Mächte gegen Spanien zu stärken. Diese frühen Kooperationen schlugen jedoch nach dem Westfälischen Frieden 1648 in offene Rivalität um. 1668 wurde die Tripel-Allianz zwischen den Niederlanden, England und Schweden zur Eindämmung Frankreichs geschlossen.

### 17. und 18. Jahrhundert
In der zweiten Hälfte des 17. Jahrhunderts kam es zu mehreren Kriegen zwischen Frankreich und der Republik der Vereinigten Niederlande. Ludwig XIV. verfolgte eine expansive Machtpolitik und begann 1672 den sogenannten Holländischen Krieg (1672–1678) gegen die Niederlande, was dort als „Rampjaar“ („Katastrophenjahr“) in die Geschichte einging. Die niederländischen Generalstaaten schlossen daraufhin neue Allianzen mit anderen Mächten; unter Statthalter Wilhelm III. von Oranien (gleichzeitig König von England) übernahmen die Niederlande sogar für einige Zeit die führende Rolle in europäischen Koalitionen gegen Frankreich. Insgesamt befanden sich die Niederländer nach 1648 länger im Krieg mit Frankreich als mit irgendeiner anderen Großmacht. Auch im Spanischen Erbfolgekrieg (1701–1714) kämpften die Niederlande und Frankreich auf gegnerischen Seiten. Erst mit dem Ende der Regierungszeit Ludwigs XIV. entspannte sich die direkte Konfrontation. Dennoch blieb Frankreich im 18. Jahrhundert der Hauptrivale der Niederlande, bis die Französische Revolution die politische Landkarte Europas neu ordnete.
1795 marschierten französische Revolutionstruppen in die Niederlande ein und beendeten die alte Republik. Es entstand mit französischer Hilfe die Batavische Republik (1795–1806) als Satellitenstaat Frankreichs. 1806 setzte Napoleon Bonaparte seinen Bruder Louis als König von Holland ein; 1810 wurden die nördlichen Niederlande schließlich direkt dem französischen Kaiserreich einverleibt. Nach Napoleons Sturz erhielt das Land 1815 auf dem Wiener Kongress seine Unabhängigkeit zurück. Der Zusammenschluss der nördlichen und südlichen Niederlande (heutiges Belgien) zum Vereinigten Königreich der Niederlande sollte als Pufferstaat dienen, um weitere französische Expansion nach Norden zu verhindern. Diese Konstruktion erwies sich jedoch als kurzlebig: Bereits 1830 spaltete sich Belgien in einer Revolution von der Niederlande ab, unterstützt von Frankreich, welche den belgischen Revolutionären gegen niederländische Rückeroberungsversuche militärisch zu Hilfe kamen.

### 19. Jahrhundert und Weltkriege
Nach der Loslösung Belgiens war das Verhältnis zwischen Frankreich und den verkleinerten Niederlanden weitgehend spannungsfrei, wenngleich Frankreich im 19. Jahrhundert außenpolitisch nicht im Zentrum der niederländischen Aufmerksamkeit stand. Die Niederlande konzentrierten sich diplomatisch stärker auf das Deutsche Reich (das 1871 entstand) und auf Großbritannien, während zu Frankreich relativ wenig direkte Kontakte bestanden. Im Ersten Weltkrieg (1914–1918) blieben die Niederlande neutral und verhielten sich gegenüber Frankreich und der Entente eher distanziert. In der Zwischenkriegszeit setzten sie den Neutralitätskurs fort. Trotz der niederländischen Neutralität wurde das Land 1940 (gemeinsam mit Frankreich) von der Wehrmacht besetzt. Während des Zweiten Weltkriegs bestand kein offizieller diplomatischer Kontakt – die Niederlande wurden von Deutschland als Reichskommissariat Niederlande okkupiert und die französische Regierung wurde nach ihrem Sturz durch das kollaborierende Vichy-Regime im Süden und einer direkten deutschen Besetzung im Norden ersetzt, sodass direkte Beziehungen erst nach der Befreiung 1944/45 wieder aufgenommen wurden.

### Nach 1945
Ab 1945 änderte sich der Rahmen der französisch-niederländischen Beziehungen grundlegend: Die Niederlande gaben ihren isolationistischen Neutralitätskurs auf und engagierten sich aktiv in den neuen westlichen Bündnissen NATO (gegründet 1949) und Europäische Gemeinschaften (ab 1957). Frankreich und die Niederlande zählten zu den sechs Gründungsmitgliedern der Europäischen Gemeinschaft für Kohle und Stahl (EGKS) und später der Europäischen Wirtschaftsgemeinschaft (EWG). In den ersten Nachkriegsjahrzehnten blieben sie enge Partner, doch traten auch Meinungsverschiedenheiten zutage. Unter Charles De Gaulle blockierte Frankreich in den 1960er Jahren wiederholt die von den Niederländern befürwortete Aufnahme Großbritanniens in die EWG und lehnte eine weitere supranationale Vertiefung der Gemeinschaft ab, was zu Konflikten mit Den Haag führte.
In den folgenden Jahrzehnten normalisierten sich die Beziehungen wieder. Frankreich kehrte ab den 1970er Jahren schrittweise in die integrierten Kommandostrukturen der NATO zurück (der vollständige Wiedereintritt erfolgte 2009) und akzeptierte ab 1973 auch die britische EWG-Mitgliedschaft, während die Niederlande nun verstärkt die europäische Einigung unterstützten. In beiden Ländern wurde allerdings 2005 in Volksabstimmungen der geplante EU-Verfassungsvertrag abgelehnt. Im April 2023 betonten die Regierungen Frankreichs und der Niederlande in einer gemeinsamen Erklärung die historische Freundschaft und kündigten an, die bilateralen Beziehungen sowie die Zusammenarbeit in Europa weiter zu vertiefen. 2023 lösten beide Seiten zudem einen jahrhundertealten Streit um den Verlauf ihrer gegenseitigen Grenze auf der Karibik-Insel Saint-Martin/Sint Maarten.

## Wirtschaftsbeziehungen
Frankreich und die Niederlande zählen zu den wirtschaftlich am stärksten verflochtenen Ländern Europas. Der bilaterale Handel erreichte 2022 ein Volumen von knapp 100 Milliarden Euro (Waren und Dienstleistungen); die Niederlande waren damit Frankreichs achtwichtigster Handelspartner. Frankreich weist in dieser Beziehung traditionell ein erhebliches Handelsbilanzdefizit auf (2023: ca. 9,5 Mrd. €). Beide Länder investieren wechselseitig in großem Umfang: Die Niederlande waren 2022 der zweitgrößte Standort für französische Direktinvestitionen (auch da die Niederlande aus Steuergründen der rechtliche Hauptsitz zahlreicher Unternehmen ist), während niederländische Firmen zu den bedeutendsten ausländischen Investoren in Frankreich gehören. Ein Symbol der engen wirtschaftlichen Verflechtung ist die Fusion der nationalen Fluggesellschaften zu Air France-KLM im Jahr 2004.

## Kulturbeziehungen
Frankreich und die Niederlande sind vielfältig kulturell verbunden. Über die Jahrhunderte gab es wechselseitige Einflüsse und Wanderungsbewegungen: So flohen im 17. Jahrhundert zwischen 50.000 und 75.0000 französische Hugenotten in die calvinistisch geprägten Niederlande und bereicherten dort Wirtschaft, Handwerk und Kultur. Gleichzeitig wirkten niederländische Gelehrte und Künstler in Frankreich – etwa verbrachte der Philosoph René Descartes zwei Jahrzehnte in den Niederlanden und verfasste dort den Großteil seiner Werke. Die französische Sprache spielte bis ins 19. Jahrhundert hinein eine herausragende Rolle in den Niederlanden: Französisch war lange die bevorzugte Bildungs- und Oberschichtensprache und ab 1863 sogar Pflichtfach im niederländischen Schulwesen. Umgekehrt übten niederländische Denker (wie der Aufklärer Pierre Bayle) und Kunstschaffende Einfluss auf die französische Kultur aus. Heute bestehen enge Partnerschaften zwischen Museen, Universitäten und Kultureinrichtungen beider Länder. Die Alliance Française unterhält Kultur- und Sprachzentren in mehreren niederländischen Städten, während die niederländische Botschaft in Paris mit dem 2014 gegründeten Atelier Néerlandais einen Anlaufpunkt für niederländische Künstler und Kreative geschaffen hat.

## Sicherheitskooperation
Beide Länder gehören zu den zwölf Gründungsmitgliedern der NATO (1949) und arbeiteten bereits im Kalten Krieg eng im westlichen Verteidigungsbündnis zusammen. Nach dem Ende des Ost-West-Konflikts 1990 beteiligten sich französische und niederländische Streitkräfte an vielen internationalen Missionen Seite an Seite, etwa in UN- und NATO-Einsätzen auf dem Balkan und in Afghanistan. Die Niederlande betrachten bis heute die USA und das atlantische Bündnis als Eckpfeiler ihrer Sicherheitspolitik, während Frankreich traditionell verstärkt auf eine eigenständige europäische Verteidigung setzt. Inzwischen unterstützen jedoch beide Staaten gemeinsame EU-Initiativen wie die Ständige Strukturierte Zusammenarbeit (PESCO) zur Stärkung der europäischen Sicherheit. Im Jahr 2019 erneuerten Frankreich und die Niederlande eine bilaterale Absichtserklärung zur vertieften Verteidigungskooperation; 2023 kündigten beide Regierungen an, ein förmliches Rahmenabkommen für eine intensivere Zusammenarbeit im Rüstungs- und Sicherheitsbereich abzuschließen.